# Aéroport international d'Enfidha-Hammamet
L'aéroport international d'Enfidha-Hammamet (arabe : مطار النفيضة الدولي) est un aéroport tunisien qui dessert Enfida et plus généralement le nord du Sahel tunisien, dont Kairouan et Sousse, et le sud du cap Bon.
S'étendant sur une superficie de 4 300 hectares, il est présenté comme l’aéroport le plus grand d'Afrique du Nord. Il est censé décongestionner les aéroports de Tunis et Monastir.

## Historique
En mars 2007, l'appel d'offres pour la construction de l'aéroport est remporté par le consortium turc TAV Airports Holding qui doit construire l'aéroport et l'exploiter conjointement avec l'aéroport international de Monastir durant quarante ans (jusqu'en mai 2047) contre un investissement initial d'environ 500 millions d'euros et le paiement d'une annuité.
D'une capacité initiale de 7 000 000 passagers par an, l'aérogare s'étend sur 90 000 m2. À terme, sa capacité doit être portée à 22 000 000 passagers avec un second terminal à l'horizon 2020-2022.
Le chantier est officiellement lancé le 24 juillet 2007. À cette occasion, il est annoncé que l'aéroport porterait le nom du président Zine el-Abidine Ben Ali ; ce nom est retiré à la suite de la révolution de 2011 qui renverse le président pour prendre le nom de la station balnéaire d'Hammamet. Cependant, l'aéroport continue ses opérations pendant la durée des mouvements sociaux.
En janvier 2015, l'entreprise postale UPS démarre ses vols de cargo réguliers entre l'aéroport et celui de Cologne,. Puis, en octobre de la même année, la société Express Air Cargo annonce son lancement : celle-ci assure des vols vers 51 pays africains depuis l'aéroport.

## Situation
| \| 50 km1:6 099 000 \| Djerba · Zarzis Tunis · Carthage Enfidha · Hammamet Gabès · Matmata Gafsa · Ksar Monastir · Habib-Bourguiba Sfax · Thyna Tabarka · Aïn Draham Tozeur · Nefta El Borma Remada Borj · El Amri |
| 50 km1:6 099 000 |

## Infrastructure
L'aéroport dispose de 32 aires pour avions ; l'aire de trafic s'étendant sur 72 000 m2, adjacente à l'aérogare, a la capacité de traiter 18 avions à partir de passerelles mobiles d'embarquement aux avions. L'aire de trafic à distance, d'une superficie de 57 000 m2, peut traiter quatorze avions supplémentaires. Le tout est dominé par une tour de contrôle de 85 mètres de haut.
Un parking permet le stationnement de 102 bus, 1 086 voitures, onze minibus et 52 taxis.
En 2014, l'aéroport se dote de l'accréditation « Réduction » pour son effort dans la réduction de son empreinte carbone, le premier aéroport africain à se doter de cette distinction écologique.

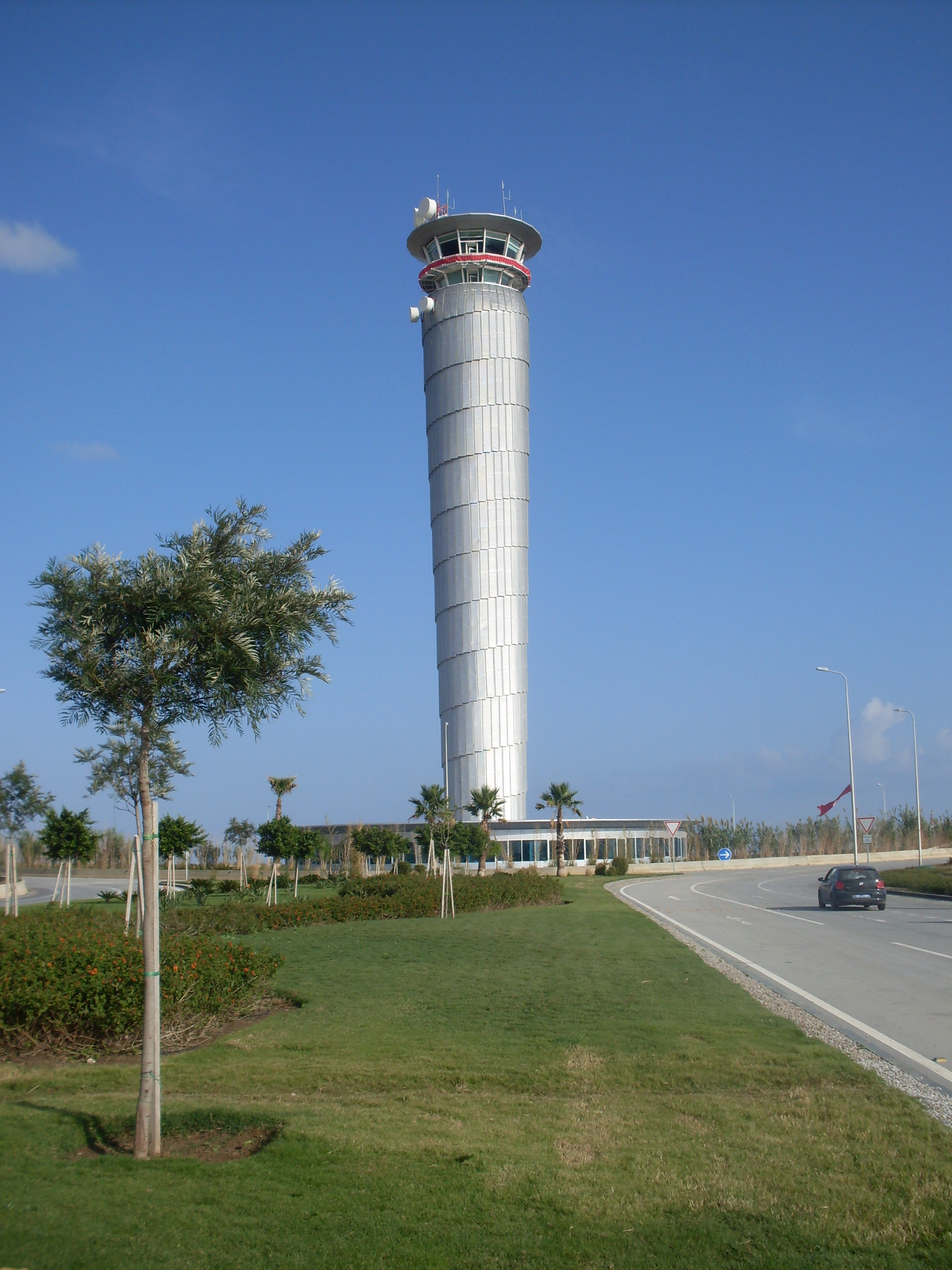
Tour de contrôle.
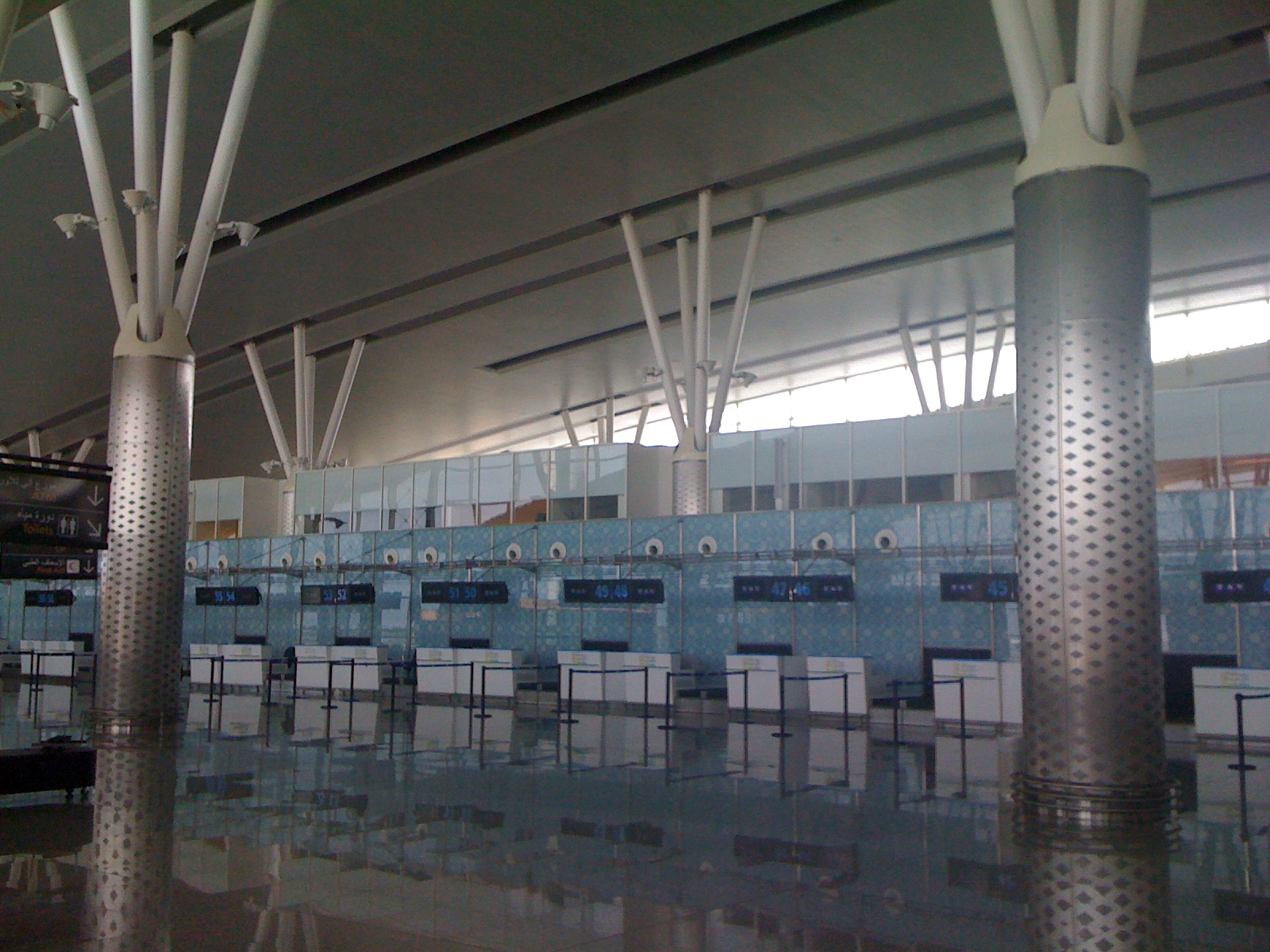
Guichets au niveau départ de l'aéroport.
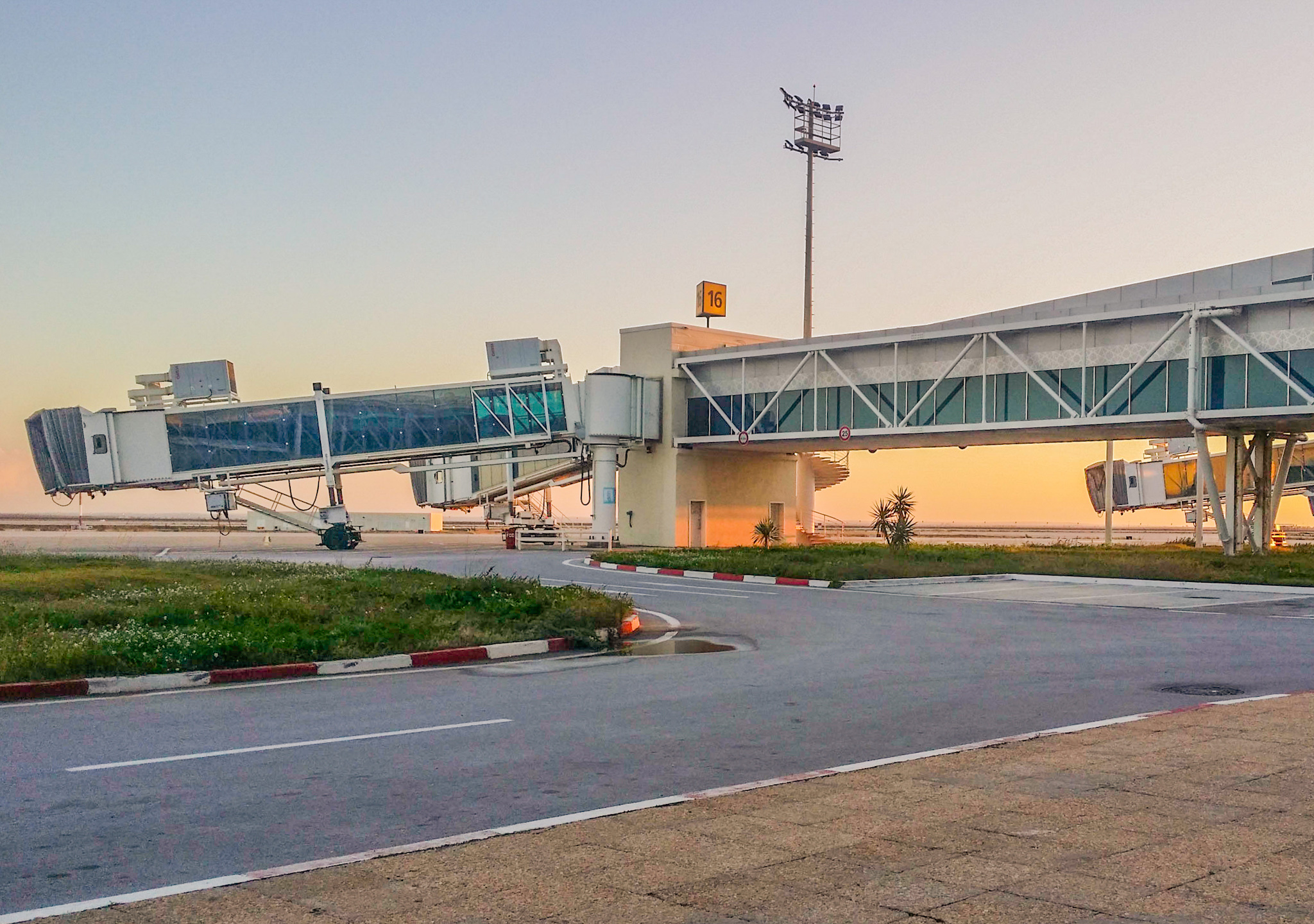
Pont d'embarquement des passagers.
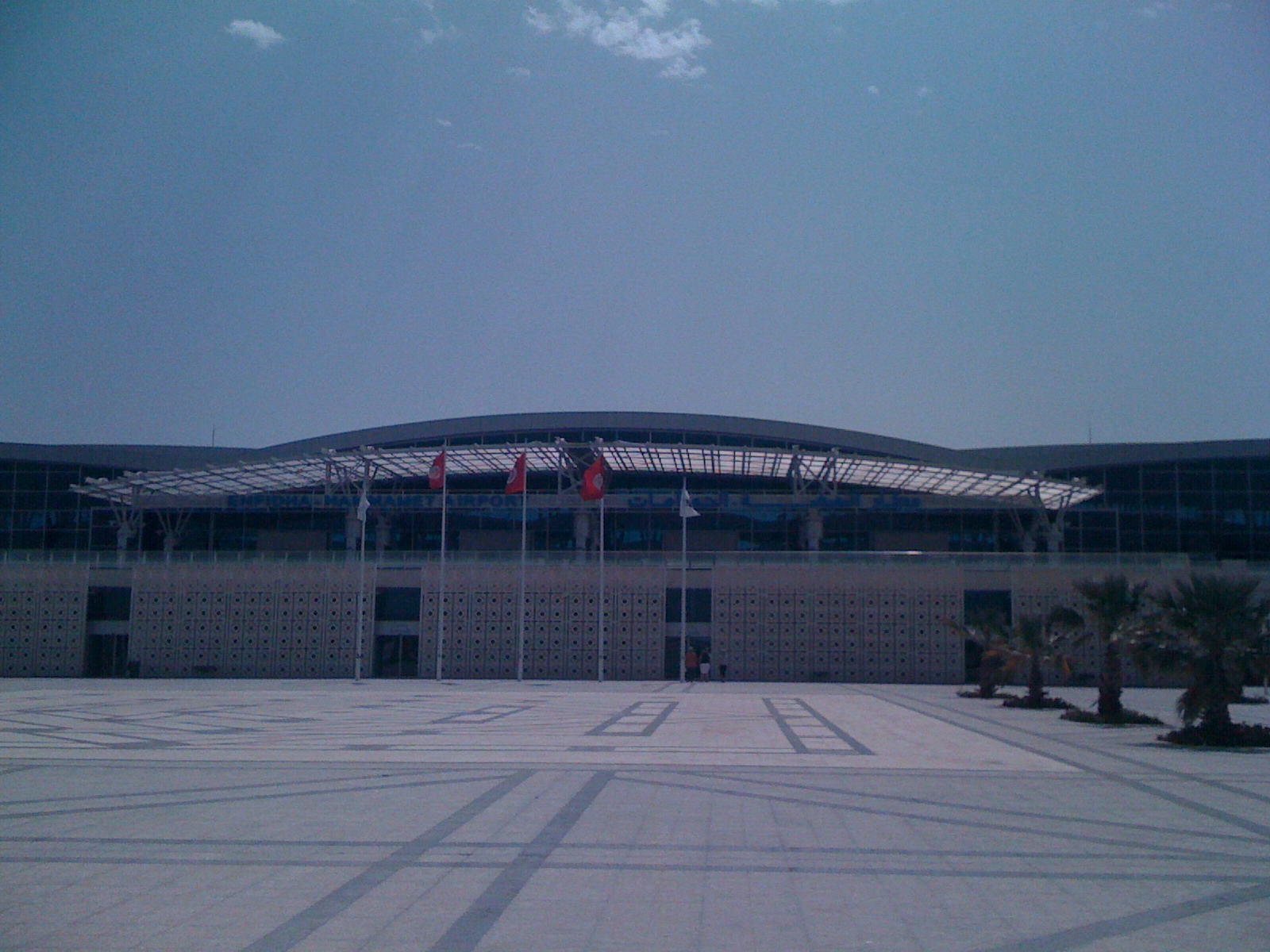
Aérogare de l'aéroport.

## Exploitation

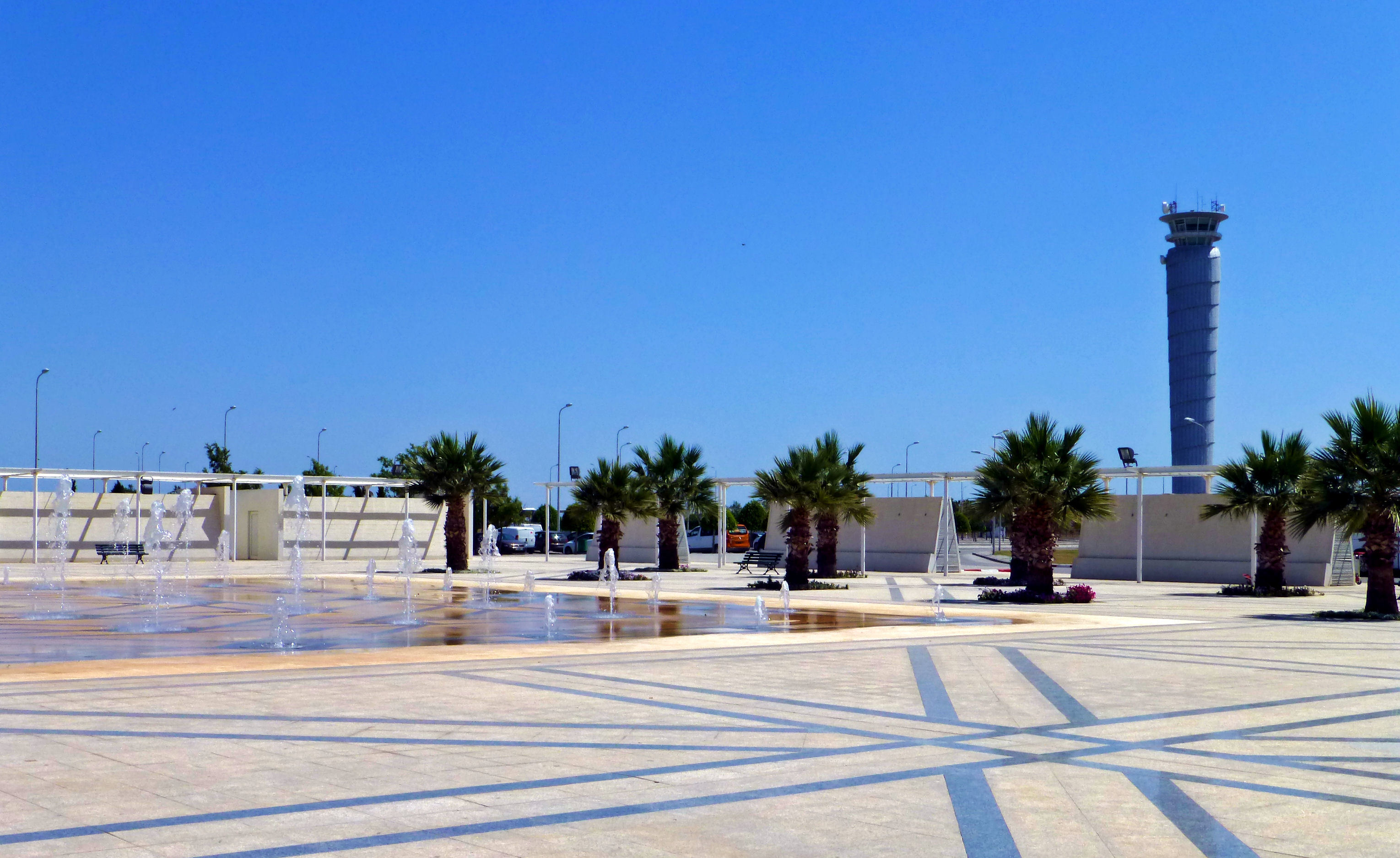
Sortie de l'aéroport.

L'aéroport est mis en exploitation le 31 octobre 2009 et voit son premier vol d'essai atterrir le 4 décembre de la même année, mais le ministre du Développement et de la Coopération internationale déclare le 11 février 2010 que son ouverture est repoussée en avril 2010, officiellement en raison de retards dans les autorisations fournies par l'IATA.
L'activité de l'aéroport doit être essentiellement liée à l'acheminement de touristes venant visiter Hammamet, Sousse et les stations balnéaires environnantes (Yasmine Hammamet et Port El-Kantaoui notamment).
En 2019, l'aéroport accueille 1,453 million de passagers, avant une forte chute à 100 000 passagers en 2021 (pandémie de Covid-19), suivi d'une reprise en 2022 et 2023 avec respectivement 470 000 et 800 000 passagers.

## Compagnies et destinations
| Compagnies           | Destinations |
| -------------------- | --- |
| Aeroflot             | Moscou Chérémétiévo |
| Air Bucharest        | En saison charter : Bucarest-H. Coandă, Timişoara-T. Vuia |
| Avion Express        | En saison charter : Vilnius |
| BH Air               | En saison charter : Skopje, Sofia-Vrajdebna |
| Bulgaria Air         | En saison charter : Varna |
| EasyJet              | - Bâle-Mulhouse, - Bristol, - Genève-Cointrin, - Londres-Gatwick, - Londres-Luton, - Manchester En saison : Birmingham                                                        |
| Enter Air            | En saison charter : Gdańsk-L. Wałęsa, Katowice-Pyrzowice, Poznań (Posnanie)-H. Wieniawski, Varsovie-Chopin, Wrocław-N. Copernic                                               |
| European Air Charter | En saison charter : Plovdiv-Kroumovo, Sofia-Vrajdebna, Varna |
| Fly Lili             | En saison charter : Bucarest-A. Vlaicu |
| Luxair               | En saison : Luxembourg-Findel |
| Neos                 | En saison : Milan-Malpensa, Vérone - Villafranca |
| SmartLynx Airlines   | En saison charter : Nuremberg-A. Dürer |
| Smartwings           | En saison charter : Brno-Tuřany, Ostrava-L. Janáček, Prague-Václav-Havel |
| TUI Airways          | Birmingham, Londres-Gatwick, Manchester En saison : - Belfast, - Bristol, - Bournemouth, - Cardiff-Rhoose, - Dublin, - East Midlands, - Glasgow, - Londres-Luton, - Newcastle |
| TUIfly Belgium       | Bruxelles-National En saison : Charleroi Bruxelles-Sud, Liège-Bierset |
| TUI fly              | En saison : Düsseldorf, Hanovre |
| TUIfly Nederland     | En saison : Amsterdam |

Actualisé le 28 juillet 2023

## Accès

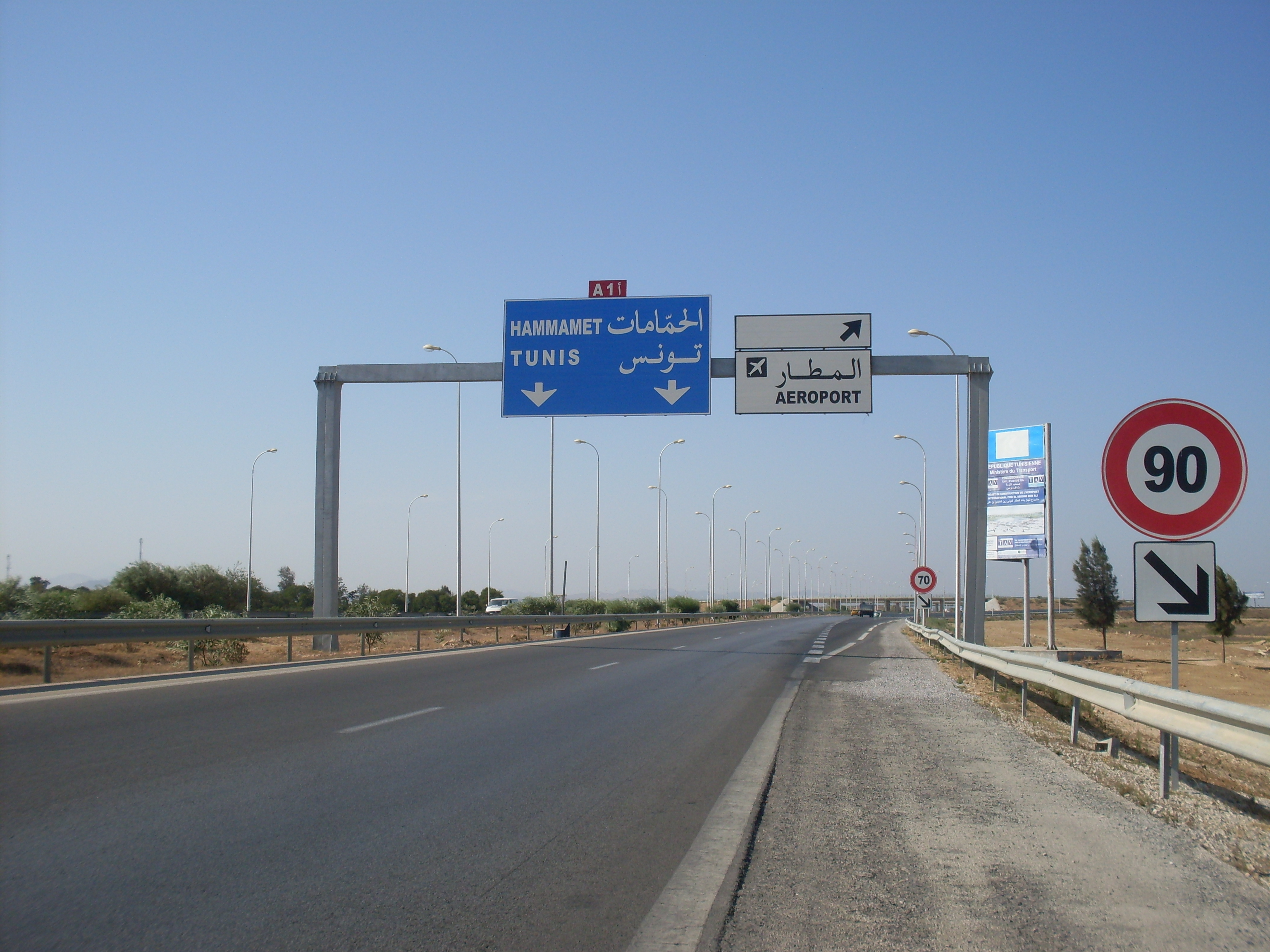
Sortie de l'aéroport sur l'autoroute A1 en direction de Tunis.

L'autoroute A1 reliant Tunis à Sfax est située à proximité, une bretelle la relie à l'aéroport.
Les compagnies régionales de transport offrent des navettes qui relient régulièrement l'aéroport au centre d'Enfida, à Sousse, à Hammamet, à l'aéroport de Tunis et à Bizerte. Enfida est reliée par des trains réguliers aux principales villes du pays.
Des taxis, facilement identifiables à leur couleur blanche, permettent le transport vers les grandes stations balnéaires tunisiennes. Un supplément peut être exigé, en fonction des bagages.

## Statistiques
Le graphique qui aurait dû être présenté ici ne peut pas être affiché car il utilise l'ancienne extension Graph, désactivée pour des questions de sécurité. Des indications pour créer un nouveau graphique avec la nouvelle extension Chart sont disponibles ici.

Voir la requête brute et les sources sur Wikidata.
| Année | Nombre de passagers | Vols   | Réf.   |
| ----- | ------------------- | ------ | ------ |
| 2010  | 500 000             | 3 614  | [ 17 ] |
| 2011  | 1 300 000           | 10 395 | [ 17 ] |
| 2012  | 2 100 000           | 15 034 | [ 17 ] |
| 2013  | 2 300 000           |        | [ 17 ] |
| 2014  | 2 200 000           |        | [ 17 ] |
| 2015  | 900 000             |        | [ 17 ] |
| 2016  | 800 000             |        | [ 17 ] |